# 人蛇大戦 蛇
『人蛇大戦 蛇』（にんじゃたいせん へび、原題：人蛇大戰、英題：Calamity of Snakes）は、1982年制作の台湾・香港合作のパニック・ホラー映画。
撮影には全て本物のヘビを使用しており、殺されたり焼かれたりするのも全て本物のヘビである。ただし大蛇は一部作り物である。ヘビの大群が人を襲う動物パニック・ホラーを中心に、人間対ヘビのカンフー・アクションや、なぜか“消防隊が火炎放射器を使用する”など、ハチャメチャな演出が満載の映画である。

## あらすじ
手抜き工事で暴利をむさぼる悪徳建設業者の富仁は、アメリカ帰りの若い設計士・正豐に高級マンションをわずか8カ月で完成させろと命じる。富仁の一人娘・秀梅はそんな正豐に恋をする。
数日後、マンション建設現場の地中からヘビの大群が出現し、工事は中断する。それを聞いた富仁は周囲の制止を振り切って、自らブルドーザーを操縦しヘビの大群を轢き殺してしまう。
その報復に、1頭の大蛇ボアに率いられた大群の生き残りが作業員を殺害した。富仁は今度はヘビ退治の名人・リンに退治を依頼、リンは壮絶な闘いの末にボアを倒したが、もう1頭、別のボアが潜んでいた。
そして高級マンションは完成。富仁は入居者や取引先を招き、最上階の部屋で盛大なパーティーを催す。その頃、もう1頭のボアに率いられたヘビの大群が地下から出現、復讐のため最上階の部屋まで上がってきて人々を襲う。
警察と消防隊が出動、人間対ヘビの壮絶な最後の闘いが始まった。ヘビは次々に火炎放射器で焼かれ、富仁も自ら刀を振るってヘビを切り殺していく。ついにボアも焼かれるが、火だるまになりながらも最後の力を振り絞り、富仁に巻き付いて地上へと転落していった。正豐と秀梅は消防隊に救出された。

## キャスト
- 正豐：向雲鵬（ヒョン・ワンパン）
- 秀梅：羅璧玲（ロー・ピーリン）
- 富仁：高遠（カオ・ユアン）
- 魏平澳（ウェイ・ピンアオ）
- 欧陽莎菲（オーヤン・シャーフェイ）
- 盧台蘭（ルー・タイラン）
- 周仲廉
- 林忠男